# Trichomasthus extimus
Trichomasthus extimus är en stekelart som beskrevs av Sharkov 1989. Trichomasthus extimus ingår i släktet Trichomasthus och familjen sköldlussteklar. Inga underarter finns listade i Catalogue of Life.